# Tour de Suisse 1935
Le Tour de Suisse 1935 est la troisième édition de cette course cycliste sur route masculine. Il s'est déroulé du 24 août au 31 août 1935 sur 7 étapes. C'est le Français Gaspard Rinaldi qui l'emporte.

## Résultats des étapes
| Détail    | Date    | Villes étapes      | km    | Vainqueur d'étape | Leader du classement général |
| 1re étape | 24 août | Zurich - St-Moritz | 242,9 | Benoît Faure      | Benoît Faure                 |
| 2e étape  | 25 août | St-Moritz - Lugano | 223,6 | Werner Buchwalder | Benoît Faure                 |
| 3e étape  | 26 août | Lugano - Lucerne   | 205,4 | Alfred Bula       | Leo Amberg                   |
| 4e étape  | 27 août | Lucerne - Genève   | 286,9 | Léon Level        | Leo Amberg                   |
| 5e étape  | 29 août | Genève - Berne     | 249,8 | Adalino Mealli    | Gaspard Rinaldi              |
| 6e étape  | 30 août | Berne - Olten      | 240,1 | Benoît Faure      | Gaspard Rinaldi              |
| 7e étape  | 31 août | Olten - Zurich     | 259,3 | Albert Büchi      | Gaspard Rinaldi              |

## Classements finals

### Classement général
|    | Cycliste           | Pays     |    | Temps            |
| -- | ------------------ | -------- | -- | ---------------- |
| 1  | Gaspard Rinaldi    | France   | en | 55 h 16 min 24 s |
| 2  | Leo Amberg         | Suisse   | +  | 1 min 44 s       |
| 3  | Henri Garnier      | Belgique |    | 4 min 56 s       |
| 4  | Carlo Romanatti    | Italie   |    | 11 min 46 s      |
| 5  | Adrien Buttafocchi | France   |    | 13 min 05 s      |
| 6  | Benoît Faure       | France   |    | 20 min 43 s      |
| 7  | Alfred Bula        | Suisse   |    | 21 min 24 s      |
| 8  | Werner Buchwalder  | Suisse   |    | 40 min 26 s      |
| 9  | Augusto Introzzi   | Italie   |    | 42 min 29 s      |
| 10 | Albert Büchi       | Suisse   |    | 54 min 24 s      |

### Classement par équipes
|   | Équipe    |    | Temps             |
| - | --------- | -- | ----------------- |
| 1 | France    | en | 116 h 23 min 00 s |
| 2 | Suisse    | +  | 29 min 46 s       |
| 3 | Allemagne |    | 43 min 58 s       |
| 4 | Italie    |    | 1 h 41 min 27 s   |

### Classement GP de la Montagne
|   | Cycliste           | Pays     | Points |
| - | ------------------ | -------- | ------ |
| 1 | Benoît Faure       | France   | 42 pts |
| 2 | Luigi Barral       | Italie   | 35 pts |
| 3 | Adrien Buttafocchi | France   | 32 pts |
| 4 | Henri Garnier      | Belgique | 25 pts |
| 5 | Hans Martin        | Suisse   | 23 pts |
| 5 | Léon Level         | France   | 23 pts |

## Détail des différentes étapes

### 1reétape: Zürich - St Moritz (242,9km)
|   | Cycliste        | Pays     |    | Temps           |
| - | --------------- | -------- | -- | --------------- |
| 1 | Benoît Faure    | France   | en | 8 h 08 min 17 s |
| 2 | Leo Amberg      | Suisse   | +  | 4 min 29 s      |
| 3 | Fernand Fayolle | France   |    | 8 min 08 s      |
| 4 | Henri Garnier   | Belgique |    | 8 min 08 s      |
| 5 | Gaspard Rinaldi | France   |    | 9 min 56 s      |
| 6 | August Erne     | Suisse   |    | 11 min 41 s     |

### 2eétape: St Moritz - Lugano (223,6km)
|   | Cycliste             | Pays     |    | Temps           |
| - | -------------------- | -------- | -- | --------------- |
| 1 | Werner Buchwalder    | Suisse   | en | 7 h 26 min 06 s |
| 2 | August Erne          | Suisse   | +  | m.t.            |
| 3 | Alphonse Ghisquières | Belgique |    | m.t.            |
| 4 | Leo Amberg           | Suisse   |    | 2 min 20 s      |
| 5 | Benoît Faure         | France   |    | 3 min 00 s      |
| 6 | Paul Egli            | Suisse   |    | 3 min 17 s      |

### 3eétape: Lugano - Lucerne (205,4km)
|   | Cycliste        | Pays     |    | Temps           |
| - | --------------- | -------- | -- | --------------- |
| 1 | Alfred Bula     | Suisse   | en | 6 h 38 min 01 s |
| 2 | Paul Egli       | Suisse   | +  | 7 min 59 s      |
| 3 | Carlo Romanatti | Italie   |    | 7 min 59 s      |
| 4 | Gaspard Rinaldi | France   |    | 7 min 59 s      |
| 5 | Henri Garnier   | Belgique |    | 7 min 59 s      |
| 6 | Leo Amberg      | Suisse   |    | 7 min 59 s      |

### 4eétape: Lucerne - Genève (286,9km)
|   | Cycliste           | Pays           |    | Temps           |
| - | ------------------ | -------------- | -- | --------------- |
| 1 | Léon Level         | France         | en | 8 h 57 min 46 s |
| 2 | Adrien Buttafocchi | France         | +  | 2 min 46 s      |
| 3 | Benoît Faure       | France         |    | 2 min 46 s      |
| 4 | Alfred Bula        | Suisse         |    | 5 min 59 s      |
| 5 | Gaspard Rinaldi    | France         |    | 5 min 59 s      |
| 6 | Erich Bautz        | Reich allemand |    | 5 min 59 s      |

### 5eétape: Genève - Berne (249,8km)
|   | Cycliste            | Pays           |    | Temps           |
| - | ------------------- | -------------- | -- | --------------- |
| 1 | Adalino Mealli      | Italie         | en | 7 h 40 min 28 s |
| 2 | Werner Buchwalder   | Suisse         | +  | 0 min 19 s      |
| 3 | Raymond Louviot     | France         |    | 0 min 19 s      |
| 4 | Erich Bautz         | Reich allemand |    | 0 min 19 s      |
| 5 | Joseph Vanderhaegen | Belgique       |    | 0 min 19 s      |
| 6 | Alfred Bula         | Suisse         |    | 0 min 19 s      |

### 6eétape: Berne - Olten (240,1km)
|   | Cycliste            | Pays           |    | Temps           |
| - | ------------------- | -------------- | -- | --------------- |
| 1 | Benoît Faure        | France         | en | 6 h 50 min 45 s |
| 2 | Alfredo Malmesi     | Italie         | +  | 2 min 15 s      |
| 3 | Joseph Vanderhaegen | Belgique       |    | 7 min 54 s      |
| 4 | Alfred Bula         | Suisse         |    | 7 min 54 s      |
| 5 | Ludwig Geyer        | Reich allemand |    | 7 min 54 s      |
| 6 | Luigi Barral        | Italie         |    | 11 min 01 s     |

### 7eétape: Olten - Zurich (259,3km)
|   | Cycliste          | Pays   |    | Temps           |
| - | ----------------- | ------ | -- | --------------- |
| 1 | Alfred Büchi      | Suisse | en | 8 h 48 min 59 s |
| 2 | Benoît Faure      | France | +  | m.t.            |
| 3 | Theo Heimann      | Suisse |    | m.t.            |
| 4 | Werner Buchwalder | Suisse |    | m.t.            |
| 5 | Adalino Mealli    | Italie |    | m.t.            |
| 6 | Alfred Bula       | Suisse |    | m.t.            |

### Grands-Prix de la Montagne
| Etape     | Col            | Altitude | Premier au sommet    |          |
| --------- | -------------- | -------- | -------------------- | -------- |
| 1re étape | Flüela         | 2383m    | Benoît Faure         | France   |
| 2e étape  | San Bernardino | 2065m    | Alphonse Ghisquières | Belgique |
| 3e étape  | Gothard        | 2108m    | Luigi Barral         | Italie   |
| 4e étape  | Les Mosses     | 1445m    | Léon Level           | France   |
| 5e étape  | Vue des Alpes  | 1283m    | Adalino Mealli       | Italie   |
| 6e étape  | Schelten       | 1051m    | Benoît Faure         | France   |
| 7e étape  | Bözberg        | 569m     | Adrien Buttafocchi   | France   |